# ليغا برو 2006-07
ليغا برو 2006-07 (بالبرتغالية: Segunda Liga de 2006–07‏) هو موسم من ليغا برو. فاز فيه نادي ليتشويس.